# 無鱗鰻鰕虎
無鱗鰻鰕虎（学名：Caragobius urolepis）为鰕虎科頭鰕虎魚屬下的一个种。